# Curros (Boticas)
Curros ist ein Ort und eine ehemalige Gemeinde im Norden Portugals.

## Geschichte
Am 27. Dezember 1288 gab König D. Dinis dem Ort erste Stadtrechte.
Vermutlich seit dem 15. Jh. war es eine eigene Gemeinde. Mit der Gebietsreform 2013 wurde die Gemeinde Curros aufgelöst und mit Fiães do Tâmega und Codessoso zu einer neuen Gemeinde zusammengefasst.

## Verwaltung
Curros war Sitz einer eigenständigen Gemeinde (Freguesia) im portugiesischen Kreis Boticas. Die Gemeinde hatte 67 Einwohner und eine Fläche von 11,99 km² (Stand 30. Juni 2011).
Folgende Ortschaften liegen im Gebiet der ehemaligen Gemeinde:
- Antigo de Curros
- Curros
- Mosteirão

Mit der Gemeindereform vom 29. September 2013 wurden die Gemeinden Curros, Fiães do Tâmega und Codessoso zur neuen Gemeinde Codessoso, Curros e Fiães do Tâmega zusammengeschlossen.